# Otocepheus heterosetiger
Otocepheus heterosetiger är en kvalsterart som beskrevs av Aoki 1965. Otocepheus heterosetiger ingår i släktet Otocepheus och familjen Otocepheidae. Inga underarter finns listade i Catalogue of Life.